# 甘油酯

甘油

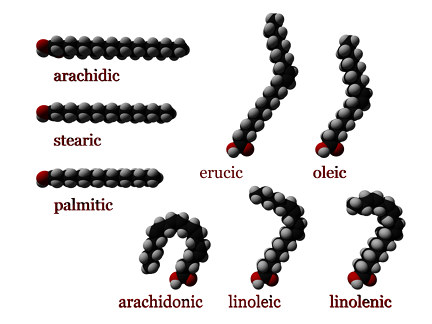
脂肪酸

三乙酸甘油酯，最簡單的三酸甘油酯

甘油酯（glyceride）旧称「酰基甘油」（acylglycerol）、「脂酰基甘油」，是一分子甘油和一至三分子脂肪酸形成的酯類，共有三类：單酸甘油酯、二酸甘油酯、三酸甘油酯。
由于甘油有三個羥基官能基，可以和一個、二個及三個脂肪酸進行酯化反應，形成的甘油酯分別是單酸甘油酯、二酸甘油酯及三酸甘油酯。三酸甘油酯為親脂性分子，單酸甘油酯及二酸甘油酯則為兩親分子。
植物油和動物脂肪中主要是以三酸甘油酯為主，但因為自然存在的酶（脂酶）作用，會分解為單酸甘油酯、二酸甘油酯及自由脂肪酸。
若將甘油酯和氫氧化鈉反應，會形成肥皂，反應產物是甘油及脂肪酸鹽（肥皂）。肥皂中的親脂部份會乳化污漬中的油脂，因此可以將污漬移到水中。

## 結構和分類
| \| 分類 \| 結構式 \| X1 \| X2 \| X3 \| 光學活性 \| \| ---------- \| -------- \| -------- \| -------- \| ----------- \| -------- \| \| 甘油 \| \| –H \| –H \| –H \| 無 \| \| 單酸甘油酯 \| –C(O)–R \| –H \| –H \| 有 \| \| \| 單酸甘油酯 \| –H \| –C(O)–R \| –H \| 無 \| \| \| 二酸甘油酯 \| –C(O)–R1 \| –C(O)–R2 \| –H \| 有 \| \| \| 二酸甘油酯 \| –C(O)–R1 \| –H \| –C(O)–R2 \| 當R1 ≠ R3時 \| \| \| 三酸甘油酯 \| –C(O)–R1 \| –C(O)–R2 \| –C(O)–R3 \| 當R1 ≠ R3時 \| \| |          |          |          |             |          |
| 註：–C(O)–R = 羧基 |          |          |          |             |          |
| 分類 | 結構式   | X1       | X2       | X3          | 光學活性 |
| 甘油 |          | –H       | –H       | –H          | 無       |
| 單酸甘油酯 | –C(O)–R  | –H       | –H       | 有          |          |
| 單酸甘油酯 | –H       | –C(O)–R  | –H       | 無          |          |
| 二酸甘油酯 | –C(O)–R1 | –C(O)–R2 | –H       | 有          |          |
| 二酸甘油酯 | –C(O)–R1 | –H       | –C(O)–R2 | 當R1 ≠ R3時 |          |
| 三酸甘油酯 | –C(O)–R1 | –C(O)–R2 | –C(O)–R3 | 當R1 ≠ R3時 |          |

## 部份甘油酯
部份甘油酯是指像單酸甘油酯、二酸甘油酯等沒有完全酯化的甘油酯，因為仍有部份的羥基，其分子為极性分子。短鏈的部份甘油酯極性比長鏈的部份甘油酯要強，可以溶解一些難溶的藥物，因此是良好的藥物賦形劑。